# 浪漫鼠德佩罗
《浪漫鼠德佩罗》（英語：The Tale of Despereaux）是美国儿童文学作家凯特·迪卡米洛的长篇小说，讲述了老鼠德佩罗·蒂林拯救人类公主的故事。该书荣获2004年纽伯瑞奖，并且改编成了电影、游戏和音乐剧。

## 故事梗概
老鼠德佩罗·蒂林从小身体虚弱多病，好不容易才长大，和哥哥姐姐们在图书馆里吃书籍度日。德佩罗·蒂林学会了识字，热衷阅读，尤其喜欢“英雄救美”的故事。一次，德佩罗·蒂林遇到了一名叫“豌豆”的人类公主，并且爱上了她，而公主也喜欢这只可爱的老鼠。因女仆的嫉妒和坏老鼠的憎恨，它们将公主囚禁到了黑暗的地牢。危难时刻，德佩罗·蒂林挺身而出，救出了可怜的公主。

## 影响力
2007年，美国全国教育协会根据一项在线民意调查，将该书列为“儿童教师百佳图书”之一。老师们还把它列为暑期阅读项目。2012年，《学校图书馆杂志》发布的一项调查显示，这本书在有史以来的儿童小说中排名第51位，这是凯特·迪卡米洛在前100名的三本书中的第二本。

## 中文版本
- 中国大陆：凯特·迪卡米洛. . 由王昕若翻译. 天津市和平区: 新蕾出版社. 2005-05-01. ISBN 7-5307-3545-4.

## 改编作品

### 电影
2008年，该书改编成一部动画电影。

### 游戏
2008年12月2日，该书改编成一个电子游戏。

### 音乐剧
2018年，该书改编成一部音乐剧。